# 25646 Noniearora
25646 Noniearora è un asteroide della fascia principale. Scoperto nel 2000, presenta un'orbita caratterizzata da un semiasse maggiore pari a 2,4921276 UA e da un'eccentricità di 0,0710812, inclinata di 7,20463° rispetto all'eclittica.